# Nicolae Dică
Nicolae Constantin Dică, né le 9 mai 1980 à Pitești, est un ancien footballeur international roumain évoluant au poste de milieu offensif devenu entraîneur.

## Palmarès

### En club
| Steaua Bucarest - Liga I - Champion : 2005 et 2006. - Vice-champion : 2004, 2007, 2008. - Coupe UEFA - Demi-finale : 2006. - Supercoupe de Roumanie - Vainqueur : 2006. - Coupe de Roumanie - Vainqueur : 2011. |  | CFR Cluj - Liga I - Champion : 2010. - Coupe de Roumanie - Vainqueur : 2010. |

### Distinctions personnelles
- Vice-meilleur buteur de la Coupe UEFA 2005-2006 avec 6 buts